# Therése Lindgren
Therése Jessica Lindgren, född 15 februari 1987 i Nynäshamns församling, Stockholms län, är en svensk influerare, djurrätssaktivist.
Hon har varit aktiv som youtuber mellan åren 2013 och 2023. År 2021 passerade hon över en miljon prenumeranter på videoplattformen Youtube och på bildplattformen Instagram.
Lindgren publicerade sin sista youtube-video den 19 november 2023, men fortsätter på instagram, för att helt satsa på djurrätt. Hon driver egna Svenska Djurfonden, är ambassadör för Världsnaturfonden och styrelsemedlem i Djurens Rätt.

## Biografi

### Tidiga år och bakgrund
Lindgren växte upp i Nynäshamn och gick samhällsvetenskapliga programmet på gymnasiet. Hon gick därefter en utbildning i upplevelsekunskap i Nyköping. Under ungdomen hade hon en del ströjobb som receptionist, garderobiär och servitris. När hon arbetade som mediesäljare blev hon sjukskriven för psykisk ohälsa i två omgångar. Under den andra perioden orkade Lindgren bara läsa bloggar om skönhetsvård och smink, varefter hon till slut skapade en egen blogg.

### Karriär
Intresset för video och redigerande ledde till en Youtubekanal, som hon startade 2013. Utöver vloggar om skönhetsvård publicerade Lindgren även videor med personliga inslag om sin vardag, sin panikångest och sitt engagemang för djurrättsfrågor. Lindgren har försörjt sig på vloggandet och kringarrangemang sedan våren 2015.
Hon placerade sig på femte plats i tidningen Resumés lista över Näringslivets 150 superkommunikatörer 2016. I kategorin "Media" var hon etta på listan.  Hon har utsetts till Årets Youtuber på Guldtuben åren 2015, 2016 och 2018, och hon har också bland annat fått Guldtubens pris Årets samarbete samt Årets Style. På Kristallengalan 2016 utsågs hon till Årets webbteveprofil, vilket var första gången ett pris i den kategorin delades ut. År 2017 fick hon priset Guldråttan av djurrättsorganisationen Djurens Rätt för att hon uppmärksammat djurrättsfrågor i sina videobloggar.
Lindgren har skrivit boken Ibland mår jag inte så bra, som gavs ut av bokförlaget Forum hösten 2016. Den behandlar hennes psykiska ohälsa och hur hon försökt hantera den. Hösten 2017 släpptes hennes andra bok, Vem bryr sig?, som behandlar hennes syn på djurrättsfrågor. Därefter lanserade hon en egen serie veganska skönhetsprodukter under namnet Indy Beauty. De tillverkas av företaget CCS Healthcare, där hon även gick in som delägare.
Hon är styrelseledamot i Independent Beauty Sweden AB, Lindgren Group AB och ThereseLindgren AB, hon är även styrelsesuppleant i Weasel Wave AB.
Inför riksdagsvalet 2018 intervjuade hon partiledarna Stefan Löfven och Ulf Kristersson i en satsning som youtubenätverket Splay One gjorde för att få fler unga människor att rösta.
På Bokmässan 2019 utsågs Lindgren av Medieakademin till den svensk som på sociala medier under året nått och engagerat flest svenskar. Enligt Emanuel Karlsten, ordförande i Medieakademin, är Lindgren "den typen av influerare som följarna uppfattar som en nära vän, eftersom hon känns så nära så blir också hennes inflytande så mycket starkare".
Lindgrens Youtubekanal blev i november 2019 den första svenskspråkiga kanalen att uppnå en miljon prenumeranter. Medieakademin började kartlägga vilken makt svenska influerare har i digitala kanaler 2017 och där har Lindgren alltid placerats topp fem. Hennes youtube-konto har rankats som Sveriges största mellan 2019 och 2021, där hon 2019 även rankades som mäktigast i Sverige Maktbarometern. När Internetstiftelsen år 2021 undersökte vilka influencers, youtubers eller streamers som barn och ungdomar i åldern 8–19 år följer toppade Lindgren listan.
Den 2 juli 2020 var Lindgren värd för Sommar i P1 där hon bland annat talade om panikångest, rädslor och kontrollbehov.
Lindgren släppte 2020 bullet journalen Mitt bästa år : En bullet journal för att må bättre.
Under 2022 sänder discovery+ dramaserien Dumpad där Lindgren är manusförfattare tillsammans med Ebba Stymne och Sofia Jupither.
Lindgren gick ut på sin Youtube-kanal 19 november och meddelade att det var hennes sista inlägg. Hon skulle därefter fortsätta på instagram men framförallt fortsätta med sitt djurrättsarbete. Hon startade stiftelsen Svenska Djurfonden med grundplåten fem miljoner kronor. I samband med det kom hon ut med boken Viktigt på riktigt om hållbarhet och klimatförändringarna, som bland annat såldes av Naturskyddsföreningen som Årets bok. Hon är styrelseledamot Djurens rätt och är ambassadör för Världsnaturfonden. För att kunna arbeta med rehabilitering har hon utbildat sig till djurvårdare nivå 2 och är certifierad viltrehabiliterare.

## Kontroverser
Lindgrens instagramkonto har fler än en miljon följare och har vid två tillfällen fällts av reklamombudsmannen för inlägg som inte uppfyllt kravet för reklamidentifiering.

## Utmärkelser
| År   | Utmärkelse                | Instiftare           |
| ---- | ------------------------- | -------------------- |
| 2015 | Årets Youtuber            | Guldtuben            |
| 2015 | Årets Collab              | Guldtuben            |
| 2015 | Årets Youtubekanal        | Finest awards        |
| 2015 | Årets Youtuber            | Sociala medier party |
| 2016 | Årets Youtuber            | Guldtuben            |
| 2016 | Årets Style               | Guldtuben            |
| 2016 | Årets Youtubekanal        | Finest Awards        |
| 2016 | 1:a, Superkommunikatörer  | Resumé               |
| 2016 | Årets webbteveprofil      | Kristallen           |
| 2017 | 4:a, Maktbarometern       | Medieakademin        |
| 2017 | Guldråttan                | Djurens Rätt         |
| 2017 | Årets vloggare            | Guldtuben            |
| 2018 | 3:a, Maktbarometern       | Medieakademin        |
| 2018 | Årets brand collaboration | Guldtuben            |
| 2018 | Årets serie               | Guldtuben            |
| 2018 | Årets beauty              | Guldtuben            |
| 2019 | 1:a, Maktbarometern       | Medieakademin        |
| 2020 | 2:a, Maktbarometern       | Medieakademin        |
| 2021 | 2:a, Maktbarometern       | Medieakademin        |
| 2022 | 4:a, Maktbarometern       | Medieakademin        |
| 2023 | 6:a, Maktbarometern       | Medieakademin        |